# 永恆的輝煌：國軍建軍史話漫畫版
《永恆的輝煌：國軍建軍史話漫畫版》，是為了慶祝中華民國建國一百年，由中華民國國防部邀集九位作者所繪製的漫畫專書，國防部總政治作戰局2011年8月初版，ISBN 9789860276770；希望藉由生動的畫風與詳實的內容，使中華民國國民更加瞭解中華民國國軍的建軍歷程與精神，催化出愛國及響應全民國防之理念。

## 概要
《永恆的輝煌：國軍建軍史話漫畫版》全書採用精裝出版，內容一共分為「國民革命」、「建軍北伐」、「抗日衡陽」、「復興基地」、「世紀勁旅」等五大重點章節，並製作了中華民國國軍大事紀要、服裝的演進及重要事件等等之企劃頁，以及「激戰衡陽」、「古寧頭大捷」、「眷村上河圖」與「製作秘辛」等專篇，將會由國家書店、五南文化廣場及青年日報社展售。
2011年4月25日，國防部總政治作戰局文宣政教處處長池玉蘭少將說，國軍文宣工作不斷地力求創新，本專書結合時下流行趨勢，採用漫畫形式，並且以嚴謹的製作過程，編繪出輕鬆又易讀的作品，達到寓教於樂之效果。

## 外部連結
- 中華民國簡介 （页面存档备份，存于）（繁體中文）
- 中華民國國防部（繁體中文）
- 「永恆的輝煌」國軍建軍史話漫畫版（繁體中文）

  維基媒體的中華民國地圖集 